# Minto Lake (Yukon)
Der Minto Lake ist ein 4,2 km² großer See, der sich 16 km nordwestlich von Mayo im kanadischen Yukon-Territorium befindet. Der See befindet sich im Stammesgebiet der First Nation of Nacho Nyak Dun.

## Lage
Der Minto Lake liegt auf einer Höhe von 761 m. Der See ist bis zu 37 m tief und weist eine mittlere Wassertiefe von 13,8 m auf. Der Minto Creek entwässert den See zum Mayo River. Der See ist über eine unbefestigte Straße erreichbar.

## Seefauna
Zur Seefauna des Minto Lake gehören der Amerikanische Seesaibling und die Heringsmaräne.